# 织纳铁路
织纳铁路，位于贵州省西部，东起隆黄铁路织金北站，西至纳雍西站，是湖雍铁路的一部分，全长60.1公里。

## 历史
2012年12月29日开工。工期三年。由中铁十一局集团承建。由铁道部与贵州省各出资一半。于2015年12月28日竣工通车。